# Aggression (spanische Band)
Aggression ist eine spanische Thrash-Metal-Band aus Barcelona, die im Jahr 2005 gegründet wurde.

## Geschichte
Die Band wurde im November 2005 gegründet und bestand anfangs aus Sänger und Gitarrist Pol Luengo und Bassist Sergio Soto. Einen Monat später kamen Gitarrist Oscar Reka und Schlagzeuger Sergio García hinzu und vervollständigten so die Besetzung. Im Jahr 2008 wurde die erste EP Thrashing Your Brain veröffentlicht. Im Mai 2008 erreichte die Band einen Vertrag für zwei Alben bei Xtreem Music. Das erste Album erschien unter dem Namen Moshpirit im September 2009, wobei das Cover von Ed Repka gestaltet wurde. Abgemischt und gemastert wurde das Album von Erik Monsonis. Der Veröffentlichung folgten Auftritte in ganz Spanien in Städten wie Madrid, Barcelona, Bilbao, Murcia, Badajoz, Saragossa, Valencia, Almería, Teneriffa, Jaén, Lorca und Málaga.
Im Jahr 2010 änderte sich die Besetzung der Band stark. Im Juli verließ Bassist Sergio Soto due Band und wurde durch Carlos Leonardo ersetzt. Im September wurde Schlagzeuger Sergio Garcia durch Jose Rosendo ersetzt. Im Februar 2012 erschien das zweite Album Viocracy. Das Cover wurde von Eliran Kantor gestaltet, gemastert wurde das Album von Jens Bogren in den Fascination Street Studios.

## Stil
Die Band spielt technisch sehr anspruchsvollen Thrash Metal. Vergleichbare Bands sind Realm, Toxik, Anacrusis und Coroner.

## Diskografie
- 2008: Thrashing Your Brain (EP, Eigenveröffentlichung)
- 2009: Moshpirit (Album, Xtreem Music)
- 2012: Viocracy (Album, Xtreem Music)